# Луизенштадт

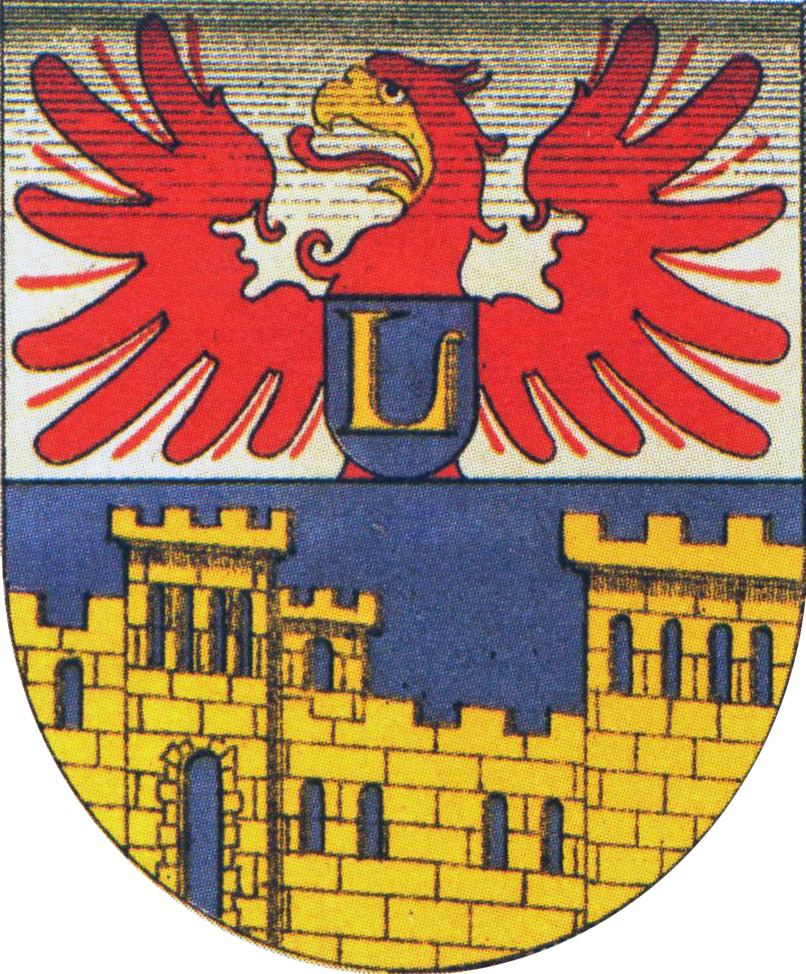
Герб Луизенштадта

Луи́зенштадт (нем. Luisenstadt — «Луизин город») — историческая местность в центре Берлина, в настоящее время разделённая между районами Митте и Кройцберг. Назван в честь супруги короля Пруссии Фридриха Вильгельма III Луизы Мекленбург-Стрелицкой.
Северная граница Луизенштадта проходит по линии берлинского крепостного вала и реке Шпрее, на западе по улице Линдештрассе граничит с Фридрихштадтом и на юге ограничен Ландвер-каналом. Меньшая часть Луизенштадта относится к Митте в одноимённом округе, большая часть — к району Кройцберг в округе Фридрихсхайн-Кройцберг.
Изначально местность называлась Мирика, в 1261 году её приобрёл город Кёлльн, и там расселились крестьяне. С ростом Берлина в XVI веке появились различные предместья, в том числе Кёлльнское и Кёпеникское. В Тридцатилетнюю войну ещё не принадлежавшая Берлину местность выгорела в пожарах. Уже в 1701 году жители местности в полной мере обрели городские права берлинцев, хотя Берлинская таможенная стена, которая отвела называвшийся тогда Кёпеникским квартал к городу, была возведена лишь в 1734—1736 годах. В 1802 году по ходатайству горожан король Фридрих Вильгельм III переименовал Кёпеникский квартал в честь своей супруги в Луизенштадт, позднее местность была перестроена архитектором Йозефом Петером Ленне по идее короля Фридриха Вильгельма IV. В 1841 году Луизенштадт увеличил свою территорию за счёт местности между таможенной стеной и Ландвер-каналом. Старейшие из сохранившихся зданий Луизенштадта — построенный в 1735 году Дом коллегии на Линденштрассе, где ныне размещается Еврейский музей) и лютеранские церкви на Ораниенштрассе и Анненштрассе, возведённые соответственно по проектам Августа Фридриха Штюлера и Германа Бланкенштейна.
С началом промышленной революции Луизенштадт превратился в жилой и ремесленный район. Численность населения Луизенштадта в 1867 году достигла 149 652 человек, а в 1910 — максимального показателя в 306 512 человек. Луизенштадт с плотностью населения, достигавшей на некоторых участках 60 тыс. человек на км², считался одним из самых густонаселённых районов Берлина.
Во времена Германской империи Луизенштадт административно подразделялся на две части с границей по каналу. С образованием Большого Берлина в 1920 году Луизенштадт разделили по каналу между Митте и Кройцбергом, и «Луизин город» был окончательно стёрт с городской карты. В 1961—1990 годах по той же границе через бывший Луизенштадт проходила Берлинская стена, разделявшая районы Митте в Восточном Берлине и Кройцберг — в Западном.